# Az Osztrák–Magyar Monarchia vezérezredeseinek listája

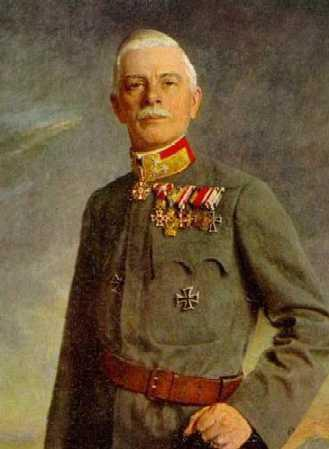
Rudolf Stöger-Steiner von Steinstätten vezérezredesként (Generaloberst).

Az alábbi lista az Osztrák–Magyar Monarchia vezérezredeseinek névsorát tartalmazza.
1915-től 1918-ig a Császári és Királyi Hadseregben a vezérezredes a legnagyobb tiszti rang volt tábornagy után.
A mai Osztrák Fegyveres Erőkben nincs vezérezredesi rang.
A Magyar Honvédségben a legmagasabb rang a vezérezredes.

## Lista
Ez az osztrák–magyar vezérezredesek listája. A később tábornagyokká előléptetett tábornokok nem szerepelnek a listában.

| Előléptetés | Portré | Név                                                                       | Született | Meghalt | Megjegyzés                                                      |
| ----------- | ------ | ------------------------------------------------------------------------- | --------- | ------- | --------------------------------------------------------------- |
| 1916        |        | Ő Császári és Királyi Fensége Habsburg–Toscanai József Ferdinánd főherceg | 1872      | 1942    | A Császári és Királyi Légierő főfelügyelője                     |
| 1916        |        | Friedrich von Beck-Rzikowsky                                              | 1830      | 1920    | A Császári és Királyi Hadsereg vezérkari főnöke                 |
| 1916        |        | Eduard Graf Paar                                                          | 1837      | 1919    | A császár szárnysegédje                                         |
| 1916        |        | Arthur Freiherr von Bolfras                                               | 1838      | 1922    | a Császár Katonai Hivatalának főnöke                            |
| 1916        |        | Friedrich von Georgi                                                      | 1852      | 1926    | Hadügyminiszter                                                 |
| 1916        |        | Karl Freiherr von Pflanzer-Baltin                                         | 1855      | 1925    | A 7. hadsereg parancsnoka                                       |
| 1916        |        | Viktor Graf von Dankl                                                     | 1854      | 1921    | Az 1. hadsereg parancsnoka                                      |
| 1916        |        | Nádasi Tersztyánszky Károly József                                        | 1854      | 1921    | A 4. hadsereg parancsnoka                                       |
| 1916        |        | Brogli Puhallo Pál                                                        | 1856      | 1926    | Az 1. és a 3. hadsereg parancsnoka                              |
| 1916        |        | Ő Császári és Királyi Fensége Habsburg–Toscanai Lipót Szalvátor főherceg  | 1863      | 1931    | Tüzérségi parancsnok                                            |
| 1916        |        | Karl Graf von Kirchbach auf Lauterbach                                    | 1856      | 1939    | A 3. és 4. hadsereg parancsnoka                                 |
| 1917        |        | Adolf Freiherr von Rhemen zu Barenfels                                    | 1855      | 1932    | A megszállt Szerbia kormányzója                                 |
| 1917        |        | Karl Graf Huyn                                                            | 1857      | 1938    | Galícia katonai kormányzója                                     |
| 1917        |        | Kuzmanek Hermann                                                          | 1860      | 1934    | A Przemyśl erőd parancsnoka                                     |
| 1917        |        | Karl Křitek                                                               | 1861      | 1928    | A 7. hadsereg parancsnoka                                       |
| 1917        |        | Wenzel Freiherr von Wurm                                                  | 1859      | 1921    | A 4. hadsereg parancsnoka                                       |
| 1917        |        | Hazai Samu                                                                | 1851      | 1942    | Honvédelmi miniszter                                            |
| 1917        |        | Hauer Lipót                                                               | 1854      | 1933    | A Lovashadtest parancsnoka                                      |
| 1917        |        | Viktor Graf von Scheuchenstuel                                            | 1857      | 1938    | A 11. hadsereg parancsnoka                                      |
| 1917        |        | Stephan Freiherr Sarkotić von Lovčen                                      | 1858      | 1939    | A Bosznia-Hercegovinai Kondomínium kormányzója                  |
| 1918        |        | Josef Freiherr Roth von Limanowa-Lapanów                                  | 1859      | 1927    | A XX. hadtest parancsnoka                                       |
| 1918        |        | Arz Artúr                                                                 | 1857      | 1935    | A Császári és Királyi Fegyveres Erők vezérkari főnöke (1917–18) |
| 1918        |        | Hugo Martiny von Malastów                                                 | 1860      | 1940    | A III. hadtest vezető tábornoka                                 |
| 1918        |        | Rudolf Freiherr Stöger-Steiner von Steinstätten                           | 1861      | 1921    | Honvédelmi miniszter                                            |
| 1918        |        | Alois Fürst Schönburg-Hartenstein                                         | 1858      | 1944    | A 6. hadsereg parancsnoka                                       |

## Fordítás
Ez a szócikk részben vagy egészben  a   List of Austro-Hungarian colonel generals című angol Wikipédia-szócikk ezen változatának fordításán alapul.  Az eredeti cikk szerkesztőit annak laptörténete sorolja fel. Ez a jelzés csupán a megfogalmazás eredetét és a szerzői jogokat jelzi, nem szolgál a cikkben szereplő információk forrásmegjelöléseként.